# Puerto de Decatur
El Puerto de Decatur (en inglés: Port of Decatur) es un puerto de transbordo en el río Tennessee, en la ciudad de Decatur, Alabama, Estados Unidos de América. El puerto fue fundado en 1971. Las instalaciones portuarias son puntos de transferencia intermodal para las barcazas, por carretera y ferrocarril, con instalaciones de almacenamiento de líquidos, carga seca y carga general y 12 acres (49.000 m²) de almacenamiento abierto. La longitud del muelle Servicio es de 2000 pies (610 m). El puerto está conectado directamente a los ferrocarriles Norfolk Southern y CSX y con las redes de carreteras interestatales y regionales.